# Фирсов, Владимир Руфинович
Владимир Руфинович Фирсов (р. 1 февраля 1952, Ленинград) — Президент Российской библиотечной ассоциации (РБА) в 2011—2017 гг., Почётный член РБА (2017). Заместитель генерального директора по научной работе Российской национальной библиотеки (РНБ) (1994-2024). Научный руководитель по библиотековедению Российской национальной библиотеки (РНБ) с 2024 г. Член Общественного совета при Министерстве культуры Российской Федерации в 2012—2016 гг. Член Оргкомитета по поддержке литературы, книгоиздания и чтения в Российской Федерации в 2016—2018 гг. Член Оргкомитета по подготовке празднования 100-летия со дня рождения Александра Солженицына. Член Ученого совета Библиотеки Российской Академии наук. Член Попечительского совета Нобелевских лекций. Заслуженный деятель науки Российской Федерации (2005).

## Биография
Родился 1 февраля 1952 года в Ленинграде. Окончил в 1978 году философский факультет Ленинградского государственного университета.
С 1969 г. — в Государственной Публичной библиотеке им. М. Е. Салтыкова-Щедрина, ныне — Российской национальной библиотеке, заместитель генерального директора по научной работе.
В 1984 г. защитил кандидатскую диссертацию по теме «Библиотека как социальный институт».
В 1993—1994 гг. работал в качестве эксперта Комиссии Верховного Совета РФ по культуре, а в последующие годы — эксперта Комитета по науке и образованию Государственной Думы РФ, принимал активное участие в разработке Федерального закона «О библиотечном деле».
В течение 1995—1999 гг. Фирсов работал в качестве руководителя Рабочей группы РБА по обеспечению внедрения ФЗ «О библиотечном деле» и подготовки местных законодательных актов.
В 2000 году защитил докторскую диссертацию по теме «Регулирование деятельности библиотек на основе законодательства в области библиотечного дела». Доктор педагогических наук по специальности 05.25.03 «Библиотековедение и библиографоведение».
Автор концепции и научный редактор «Модельного библиотечного кодекса стран СНГ», принятого в 2003 г. Межпарламентской ассамблеей СНГ.
С 2012 по 2016 гг. — член Общественного совета при Министерстве культуры Российской Федерации.
С 2011 по 2017 гг. — президент Российской библиотечной ассоциации.
Фирсов является председателем редакционных советов журналов «Национальная библиотека», «Библиотечное дело», «Библиотечные технологии», членом редколлегий журналов «Библиотека», «Современная библиотека» и др.; заместителем председателя специализированного Диссертационного совета по присуждению ученой степени доктора наук Российской государственной библиотеки, заместителем председателя Ученого совета РНБ, членом Ученого совета Библиотеки Российской Академии наук.
Член Оргкомитета по подготовке празднования 100-летия со дня рождения Александра Солженицына. Член Ученого совета Библиотеки Российской Академии наук.
Член Попечительского совета Нобелевских лекций.

### Политическая позиция
В 2014 году подписал Коллективное обращение деятелей культуры Российской Федерации в поддержку политики президента РФ В. В. Путина на Украине и в Крыму.

## Почётные звания, государственные и другие награды
- Орден Почёта (Россия) (1996)
- Заслуженный деятель науки Российской Федерации (2005)
- Медаль РБА «За вклад в развитие библиотек» (2010)
- Лауреат Всероссийского конкурса научных работ по библиотековедению, библиографии и книговедению (2002, 2004)
- Нагрудный знак «За служение культуре» Российского творческого союза работников культуры (2012)

## Публикации
1. Гриханов Ю. А. Фирсов Владимир Руфинович // Библиотечная энцикл. / Рос. гос. б-ка. — М. : Пашков дом, 2007. — С. 1094—1095.
2. За вклад в развитие отечественного библиотековедения [о присуждении В. Р. Фирсову звания «Заслуженный деятель науки РФ»] // Библ. дело. — 2005. — № 9. — С. 19.
3. «Свой среди своих и чужих» [Интервью с В. Р. Фирсовым] / В. Крахотина // Библиотека. — 2002. — № 6. — С. 76-81.
4. Трушина И. А. Профессиональный лидер, одаренный человек [к 60-летию В. Р. Фирсова] // Библиотековедение. — 2012. — № 1.
5. Фирсов В. Р. Государственное законодательное регулирование деятельности библиотек" / Рос. нац. б-ка. — СПб. Изд-во РНБ, 2000. — 255 с.
6. Владимир Фирсов: определить стратегию и научиться быть настойчивыми // Чтение-21: актуальное интервью. — URL: https://web.archive.org/web/20120412123852/http://www.chtenie-21.ru/interview/6332